# Activity Streams Vokabular
Beim Activity Streams Vokabular handelt es sich um Beschreibungen von sozialen Aktivitäten und Handlungen in einem JSON-LD basierten Datenformat.
Es wurde erstellt, um im Rahmen von Activity Streams 2.0 ein Vokabular – welches soziale Interaktionen beschreibt – zur Verfügung zu haben.

## Vokabular
Das Vokabular besteht aus 8 Haupttypen, von denen weitere 3 Kategorien von Typen abgeleitet wurden.

### Haupttypen
Zu den Kernelementen gehören 8 Typen:
1. Object (Objekt)
2. Link (elektronischer Verweis)
3. Activity (Handlung/Aktivität)
4. IntransitiveActivity
5. Collection (Sammlung)
6. OrderedCollection (logisch geordnete Sammlung)
7. CollectionPage (eine Seite einer Sammlung)
8. OrderedCollectionPage (logisch geordnete Seite einer Sammlung)

### Abgeleitete Typen
Nach der Definition der Haupttypen, können anschließend neue Typen davon abgeleitet werden. Diese wurden in 3 Gruppen eingeteil
1. Activity Types (Accept, Add, Announce, Arrive, Block, Create, Delete, Dislike, Flag etc.[3])
2. Actor Types (Application/Group/Organisation/Person/Service[4])
3. Object Types (Article, Audio, Document, Event, Image, Note, Page, Place, Profile, Relationship, Tombstone, Video[5])